# Suecia en los Juegos Olímpicos de Sankt Moritz 1948
Suecia estuvo representada en los Juegos Olímpicos de Sankt Moritz 1948 por un total de 43 deportistas que compitieron en 6 deportes.  
El portador de la bandera en la ceremonia de apertura fue el saltador en esquí Erik Lindström.

## Medallistas
El equipo olímpico sueco obtuvo las siguientes medallas:
| Nombre                                                    | Deporte               | Competición  |
| --------------------------------------------------------- | --------------------- | ------------ |
| Oro                                                       |                       |              |
| Martin Lundström                                          | Esquí de fondo        | 18 km M      |
| Nils Karlsson                                             | Esquí de fondo        | 50 km M      |
| Nils Östensson Nils Täpp Gunnar Eriksson Martin Lundström | Esquí de fondo        | 4 × 10 km M  |
| Åke Seyffarth                                             | Patinaje de velocidad | 10 000 m M   |
| Plata                                                     |                       |              |
| Nils Östensson                                            | Esquí de fondo        | 18 km M      |
| Harald Eriksson                                           | Esquí de fondo        | 50 km M      |
| Åke Seyffarth                                             | Patinaje de velocidad | 1500 m M     |
| Bronce                                                    |                       |              |
| Sven Israelsson                                           | Combinada nórdica     | Individual M |
| Gunnar Eriksson                                           | Esquí de fondo        | 18 km M      |
| Göthe Hedlund                                             | Patinaje de velocidad | 5000 m M     |